# Jason Donovan

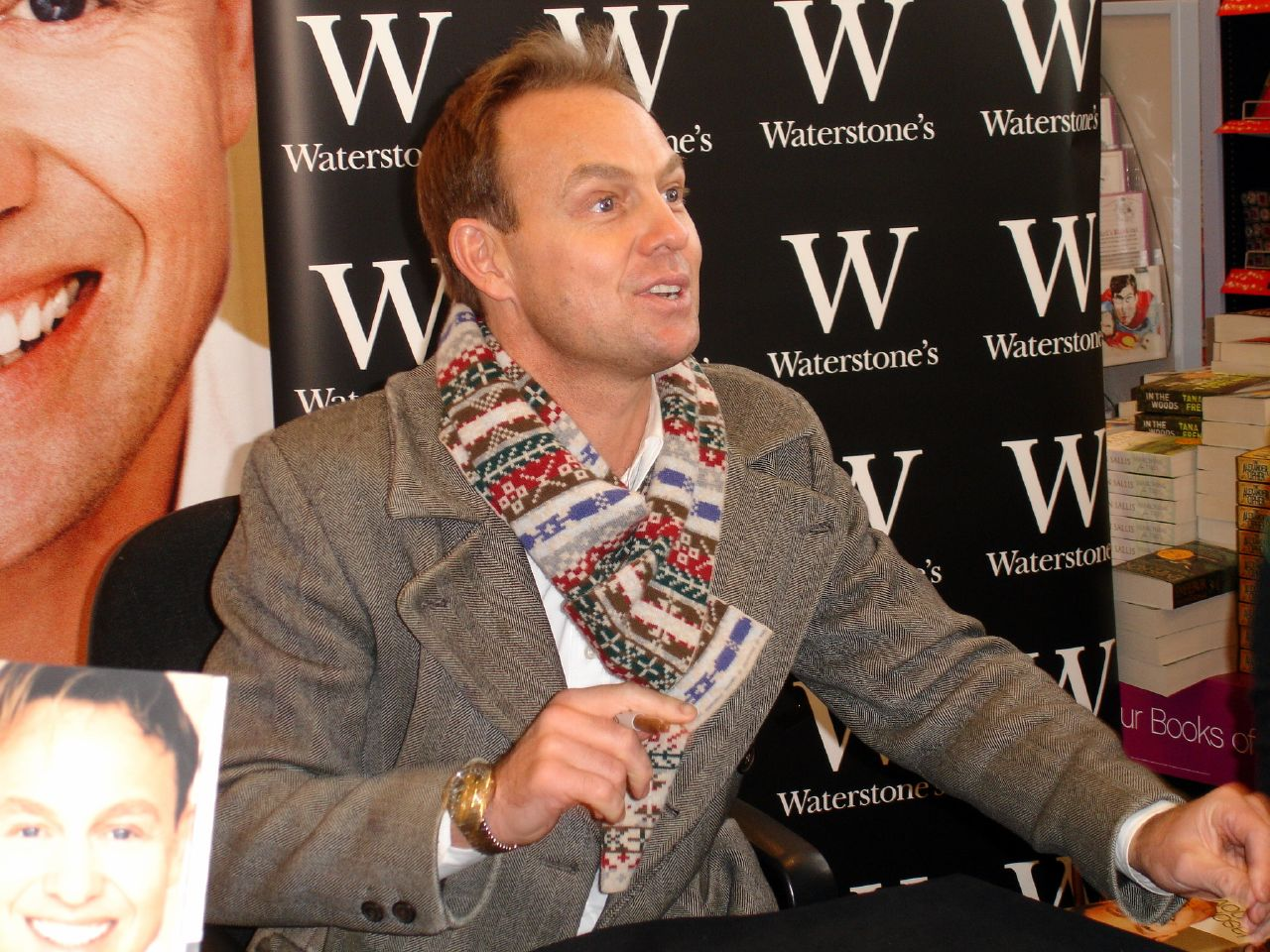
Jason Donovan w 2007 w Waterstones Bournemouth.

Jason Sean Donovan (ur. 1 czerwca 1968 w Malvern, Melbourne) – australijski aktor i piosenkarz.

## Życiorys

### Wczesne lata
Urodził się w Malvern w Melbourne jako syn australijskiego aktora Terence’a Donovana, który ma angielskie i irlandzkie pochodzenie, i Sue Menlove (potem Sue MacIntosh), byłej australijskiej lektorki wiadomości Australian Broadcasting Corporation (ABC). Po separacji i rozwodzie rodziców, jego ojciec w 1972 roku przejął pełną opiekę nad 4-letnim Jasonem i wychował go samodzielnie. Donovan nie miał żadnego kontaktu z matką od czasu rozwodu.
Rok po rozwodzie matka ponownie wyszła za mąż, za Johna McIntosha, z którym ma trzy córki: Katherine, Olivię i Stephanie. Jego przyrodnia siostra Stephanie McIntosh grała w Sąsiadach.
Uczęszczał De La Salle College Malvern.

### Kariera
W wieku dwunastu lat wystąpił w australijskiej operze mydlanej Skyways (1980). Popularność przyniosła mu rola Scotta Robinsona w australijskiej operze mydlanej Sąsiedzi (Neighbours, 1986–1989), za którą został uhonorowany nagrodami Logie (1987) i Silver Logie (1988). Zagrał także w telefilmie wojennym Bohaterowie (The Heroes, 1988) z Cameronem Daddo, dramacie wojennym Przysięga krwi (Blood Oath, 1990) u boku Bryana Browna, Terry’ego O’Quinna, Russella Crowe i Deborah Kary Unger oraz komedii Słońce, Księżyc i Gwiazdy (The Sun, the Moon and the Stars, 1996) z Angie Dickinson.
W 1988 roku Donovan wyjechał do Londynu, gdzie rozpoczął karierę piosenkarza, podpisując kontrakt z wytwórnią Mushroom Records w Australii, oraz z PWL w Wielkiej Brytanii. Jego pierwszy singiel „Nothing Can Divide Us” (Nic nie może nas rozdzielić), został napisany i wyprodukowany przez zespół produkcji Stock Aitken Waterman. Osiągnął piąte miejsce w Wielkiej Brytanii. Jego debiutancki album Ten Good Reasons (1989) zdobył ogromną popularność w wielu krajach świata, trafił na szczyt listy najlepiej sprzedających się płyt w Wielkiej Brytanii i wylansował takie przeboje jak „Especially For You” (Specjalnie dla Ciebie) w duecie z Kylie Minogue, „Too Many Broken Hearts” oraz cover hitu „Sealed with a Kiss”, który w 1962 roku wykonywał Brian Hyland.
W 1991 odniósł sukces na londyńskiej scenie West End rolą Józefa w biblijnym musicalu Andrew Lloyda Webbera Józef i cudowny płaszcz snów w technikolorze (Joseph and the Amazing Technicolor Dreamcoat), a singel z piosenką „Any Dream Will Do” trafił na pierwsze miejsce listy przebojów w Wielkiej Brytanii. W latach 2004–2005 występował na scenie London Palladium w City of Westminster ze spektaklem dla dzieci Iana Fleminga Chitty Chitty Bang Bang, a dwa lata później odbył tournée z przedstawieniem Stephena Sondheima Sweeney Todd.
W 1992 wygrał proces sądowy i otrzymał odszkodowanie w wysokości dwustu tysięcy funtów szterlingów za zniesławienie przez magazyn The Face, który opublikował informację, iż Donovan jest gejem.
W 1999 jego kariera uległa załamaniu, gdy ujawniono jego uzależnienie od narkotyków (przez dwa lata miał problemy z uzależnieniem od kokainy). Cierpiał też z powodu łuszczycy.
W 2009 Donovan występował jako Tick (Mitzi) w australijskim musicalu Priscilla, królowa pustyni w Palace Theatre w Londynie.

### Życie prywatne
Spotykał się z Kylie Minogue (1984–1989), Denice D. Lewis (1989) i Ericą Baxter (1994–1996). W 1997 związał się z menedżerką sceniczną Angelą Malloch. Mają córkę Jemmę (ur. 28 marca 2000), syna Zacha (ur. 23 marca 2001) i córkę Molly (ur. kwiecień 2011). Donovan i Angela Malloch pobrali się na Bali 25 maja 2008 roku.

## Dyskografia

### single
- 1988: „Nothing Can Divide Us” – #5 Wielka Brytania/#3 Australia
- 1988: „Especially for You” (duet z Kylie Minogue) – #1 Wielka Brytania/#2 Australia
- 1989: „Too Many Broken Hearts” – #1 Wielka Brytania/#7 Australia
- 1989: „Sealed with a Kiss” – #1 Wielka Brytania/#8 Australia
- 1989: „Every Day (I Love You More)” – #2 Wielka Brytania/#43 Australia
- 1989: „When You Come Back to Me” – #2 Wielka Brytania/#40 Australia
- 1990: „Hang On to Your Love” – #8 Wielka Brytania
- 1990: „Another Night” – #18 Wielka Brytania
- 1990: „Rhythm of the Rain” – #9 Wielka Brytania/#44 Australia
- 1990: „I’m Doing Fine” – #22 Wielka Brytania
- 1991: „RSVP” – #17 Wielka Brytania/ #97 Australia
- 1991: „Any Dream Will Do” – #1 Wielka Brytania/ #92 Australia
- 1991: „Happy Together” – #10 Wielka Brytania
- 1991: „Joseph Mega Remix” – #13 Wielka Brytania (piosenki z programu Joseph Megamix)
- 1992: „Mission of Love” – #26 Wielka Brytania
- 1992: „As Time Goes By” – #26 Wielka Brytania
- 1993: „All Around the World” – #41 Wielka Brytania
- 1993: „Angel”
- 2007: „Share My World” (wyd. 11 czerwca)
- 2008: „Dreamboats and Petticoats”
- 2012: „Make Love”

### albumy
- 1989: Ten Good Reasons – #1 Wielka Brytania/# 5 Australia
- 1990: Between The Lines – #2 Wielka Brytania
- 1993: All Around The World – #27 Wielka Brytania
- 2008: Let It Be Me – #28 Wielka Brytania
- 2010: Soundtrack of the 80s – #20 Wielka Brytania
- 2012: Sign of Your love

### składanki
- 1989: The Other Side Of Jason Donovan (Japonia)
- 1991: Greatest Hits – #9 Wielka Brytania
- 1991: Joseph And The Amazing Technicolor Dreamcoat (musical soundtrack z 1991 roku; London Revival Cast) – #1 Wielka Brytania
- 2000: The Very Best Of Jason Donovan
- 2006: The Greatest Hits – #80 Wielka Brytania